# Norberto Oliosi
Norberto Oliosi (ur. 1 grudnia 1945 w Bracciano) – włoski lekkoatleta, sprinter, wicemistrz Europy z 1974.
Odpadł w półfinale biegu na 100 metrów na mistrzostwach Europy w 1971 w Helsinkach.
Zdobył srebrny medal w sztafecie 4 × 100 metrów (w składzie: Vincenzo Guerini, Oliosi, Luigi Benedetti i Pietro Mennea) oraz odpadł w eliminacjach biegu na 200 metrów na mistrzostwach Europy w 1974 w Rzymie.
Był mistrzem Włoch w biegu na 100 metrów w 1971, w sztafecie 4 × 100 metrów w 1971 i 1974 oraz w sztafecie 4 × 200 metrów w 1974.
Dwukrotnie poprawiał rekord Włoch w sztafecie 4 × 100 metrów do wyniku 38,88 s uzyskanego 8 września 1974 w Rzymie.
W 1997 został kawalerem Orderu Zasługi Republiki Włoskiej.